# Pseudotocepheus curtiseta
Pseudotocepheus curtiseta är en kvalsterart som beskrevs av Hammer 1966. Pseudotocepheus curtiseta ingår i släktet Pseudotocepheus och familjen Tetracondylidae. Inga underarter finns listade i Catalogue of Life.